# Русские во Франции
Ру́сские во Фра́нции — небольшая диаспора русских, эмигрантов из России и их потомков во Франции. Несмотря на немногочисленность, является одной из самых важных групп русской диаспоры.

## История

### До революции 1917 года
Лазурный Берег был любимым местом для отдыха европейской аристократии. Некоторые аристократы также прибывали туда для лечения туберкулёза. Императрица Александра Фёдоровна, жена покойного Николая I, полюбила это место после смерти супруга и часто здесь отдыхала. В 1856 году она пожертвовала деньги для постройки церкви для прихода. Церковь Святых Николая и Александры была освящена 31 декабря 1859 года в городе Ницце, который в то время имел более 45 000 жителей и был частью Графства Ниццы Сардинского королевства, принадлежащий Савойскому дому, перед тем, как несколько месяцев спустя в апреле 1860 оно было присоединено к французской империи плебисцитом. В декабре 1912 года, полвека спустя, русский православный собор будет освящен в память царевича Николая Александровича, который умер в Ницце. Само здание и участок земли, на котором собор располагается, является собственностью российского государства и по сей день.

### Межвоенный период

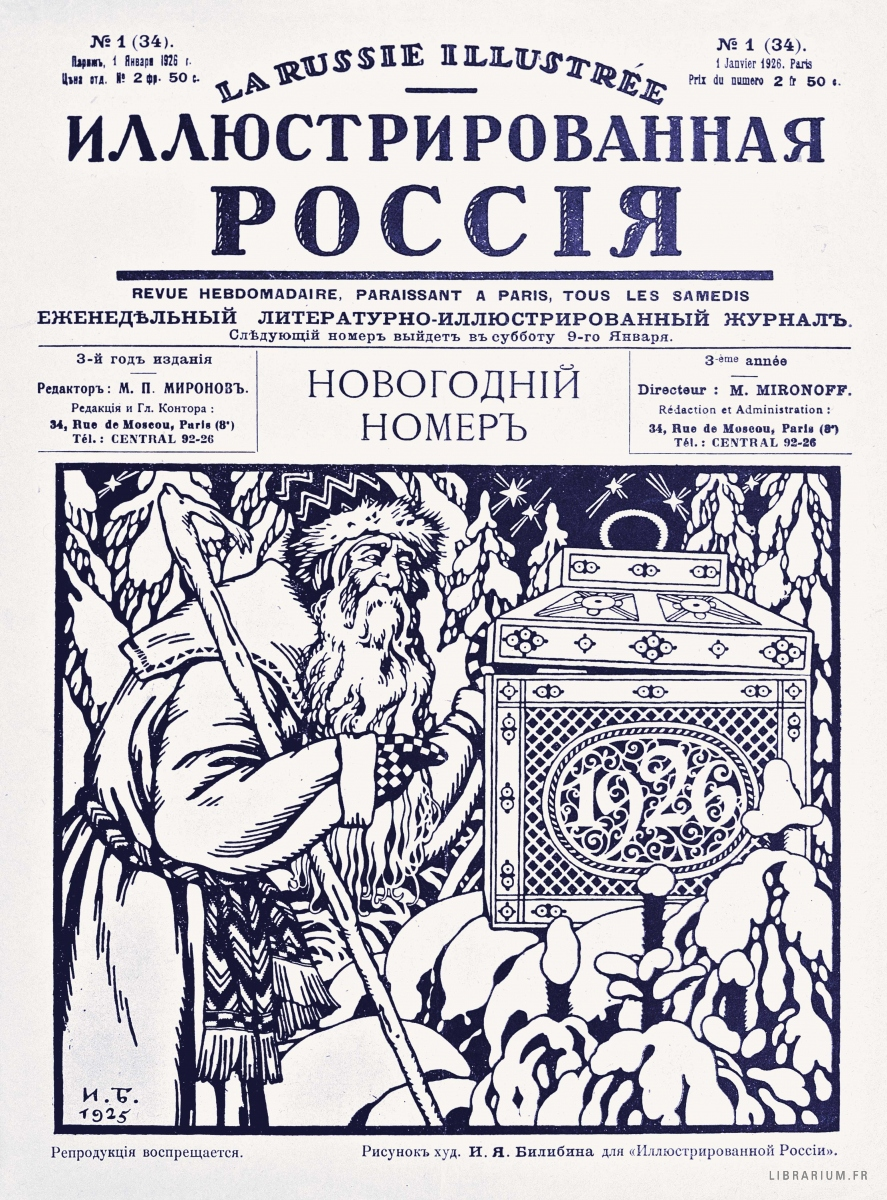
Еженедельник «Иллюстрированная Россия»

1,5 миллиона — приблизительная цифра иммигрантов во время Гражданской войны в России, около 400 тысяч из них поселились во Франции. Политические беженцы, белоэмигранты создают благотворительные организации, такие как Земгор, комитет Российского Красного Креста, Свято-Сергиевский православный богословский институт (основан в 1924 году) и Русское студенческое христианское движение (1926), которые обеспечивали их сообществу ассоциативные, политические и религиозные связи, а также материальную помощь. Как символ массовой иммиграции, 10000 русских похоронены на русском кладбище Сент-Женевьев-де-Буа.
Корабль «Рион», на котором находились 3422 беженцев (русские, украинцы и казаки), шёл из Константинополя в Бразилию и остановился в Аяччо 15 мая 1921 года в 2 часа ночи. Аяччо, островной город с населением в 20000 жителей, за один день испытал прирост населения на 20 %. 25 мая, через 10 дней после прибытия судна, около 600 беженцам, наконец, разрешили поселиться в казарме «Livrelli», расположенном в центре Аяччо. Основная статья: fr:Exode des Russes blancs en Corse
В основном русские эмигранты селились в крупных городах и их пригородах, больше всего в Париже и его окрестностях. По воспоминаниям протопресвитера Иоанна Мейендорфа: «„Русский Париж“ 30-х гг. был целым миром. В столице Франции жили многие десятки тысяч русских, среди которых были ведущие интеллектуалы, художники, богословы, великие князья и бывшие царские министры. Творческая и культурная жизнь русской колонии была необычайно активной: публиковалось множество разнообразных журналов и несколько ежедневных газет, в которых продолжались жаркие политические споры эмигрантов, всё ещё надеющихся на скорое возвращение на Родину. Дети воспитывались в русских школах, в некоторой изоляции от окружающего их французского общества (которое, кстати сказать, не всегда стремилось оказать им какое-либо гостеприимство).»